# Сенхит Задик
Сенхит Задик (рођена као Сенхит Задик Задик; 1. октобар 1979), позната као Сенхит (или Сенит) јесте италијанска певачица. Позната је по представљању Сан Марина на избору за Песму Евровизије у три наврата.

## Биографија
Сенхит је рођена у Болоњи, у Италији, 1. октобра 1979. године. Њени родитељи су пореклом из Еритреје. Каријеру је започела наступајући у мјузиклима као што су попут „Fame”, „The Lion King” и „Hair” у Швајцарској и Немачкој.
Године 2002. вратила се у Италију, а 2006. године објављује свој први албум Senit. После годину дана објавила је нови албум Un tesoro è necessariamente nascosto, a 2009. године објавила је први албум на енглеском језику So High.
Године 2011. представљала је Сан Марино на Песми Евровизије 2011, у Диселдорфу. На такмичењу је певала песму „Stand By”. Није се пласирала у финале из првог полуфинала. У полуфиналу је била 16. са 34 бода. Године 2012. издала је сингл „AOK”, који је направљен за тржиште Сједињених Америчких Држава. Дана 30. јуна 2017. објавила је ЕП „Hey Buddy”.
Санмаринска телевизија ју је одабрала за представницу Сан Марина на Песми Евровизије 2020. у Ротердаму. Песма којом је требало да представља Сан Марино одлучена је помоћу онлајн-гласања обожавалаца. Од две песме у понуди изабрана је песма „Freaky!”; друга песма је била песма „Obsessed”. Ипак, 18. марта 2020. отказана је Песма Евровизије 2020. због пандемије ковида 19. Сенхит је 16. маја 2020. потврђена као представница Сан Марина на Песми Евровизије 2021. у програму Евровизија: Европо нек засијају светла. Њена песма  „Adrenalina” објављена је 7. марта 2021.

## Дискографија
- La mia città è cambiata (2005)
- La cosa giusta (2005)
- In mio potere (2005)
- La faccia che ho (2007)
- Io non dormo (2007)
- Work Hard (2009)
- No More (2009)
- Party on the Dance Floor (2010)
- Everytime (2010)
- Andiamo (2010)
- Stand By (2011)
- Through the Rain (2011)
- One Stop Shop (2013)
- Relations (2014)
- Don't Call Me (2014)
- Rock Me Up (2014)
- Living for the Weekend (са Marracashom) (2015)
- Hey Buddy (2017)
- Something on your mind (2017)
- Dark Room (2019)
- Un Bel Niente (2019)
- Heart Ache (2019)
- Freaky! (2020)
- Obsessed (2020)
- Breathe (2020)
- Adrenalina (2021) (са Фло Рајдом)